# Мунтян, Михаил Владимирович
Михаил Владимирович Мунтян (13 декабря 1935 — 17 августа 2024) — российский пианист и клавесинист, народный артист Российской Федерации (2003).

## Биография
Родился 13 декабря 1935 года. В 1962 году окончил Институт имени Гнесиных и стал штатным пианистом Большого симфонического оркестра Всесоюзного радио и телевидения.
С 1976 года являлся бессменным ансамблевым партнёром Юрия Башмета. Пианист выступал в лучших концертных залах США, Европы, Канады, Латинской Америки, Австралии, Новой Зеландии и Японии. Его концертный репертуар состоял из произведений Баха, Моцарта, Бетховена, Брамса, Дебюсси, Форе, Чайковского, Глинки, Шуберта, Шостаковича, Прокофьева, Шнитке, Денисова, Канчели и многих других авторов.
Мунтян выпустил более 20 компакт-дисков, некоторые из них отмечены такими престижными европейскими наградами, как Shoc и Diapason d’Or.
Урна с прахом  захоронена в колумбарии Ваганьковского кладбища города Москвы.

## Награды
- Орден Дружбы (20 апреля 2011) — за заслуги в развитии отечественной культуры и искусства, многолетнюю плодотворную деятельность[6]
- Народный артист Российской Федерации (24 января 2003) — за большие заслуги в области музыкального искусства[7]
- Заслуженный артист РСФСР (5 сентября 1989)[8]